# Brücke über die Straße von Malakka

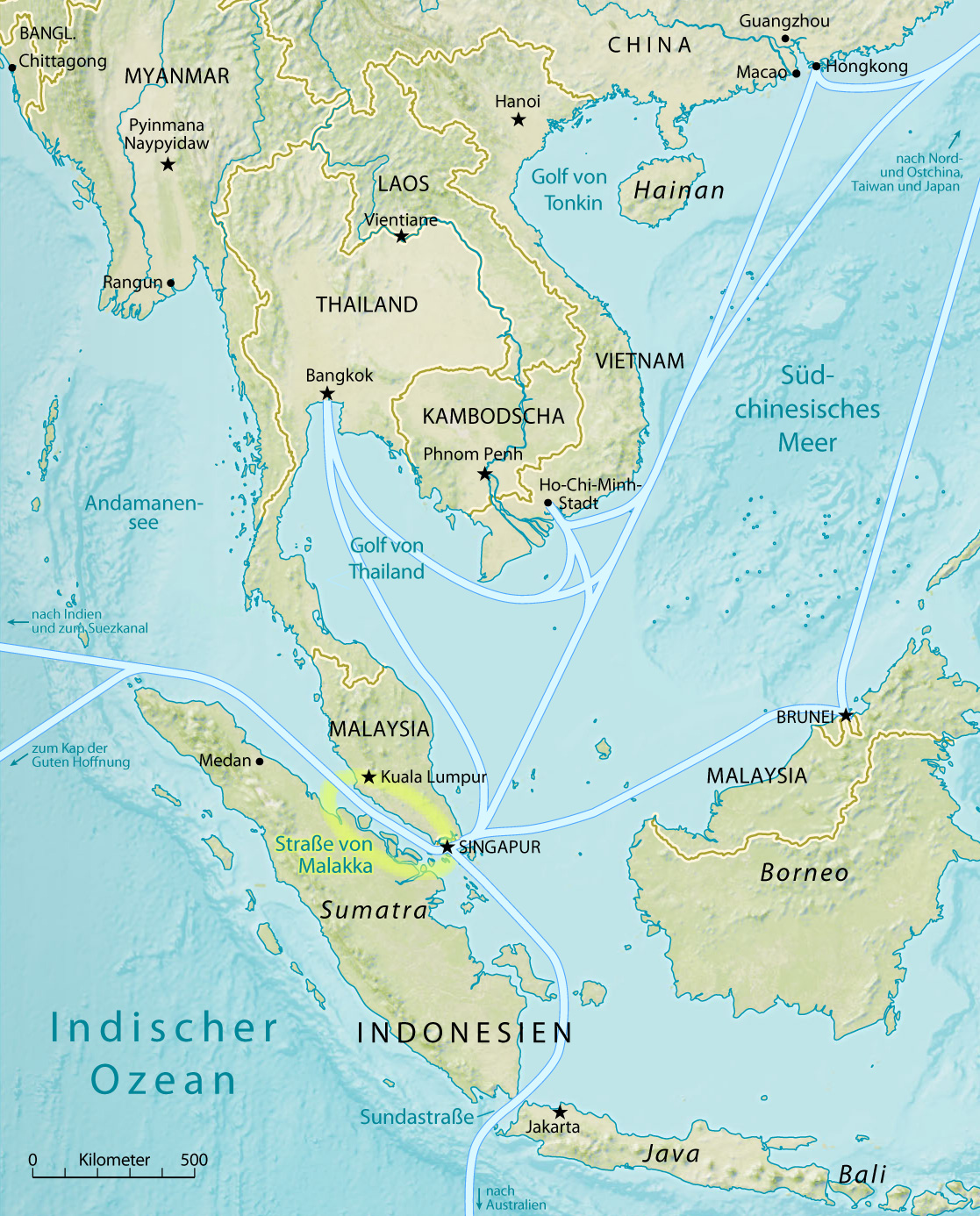
Die Region der Straße von Malakka

Die Brücke über die Straße von Malakka ist eine vorgeschlagene neue Brücke über die Straße von Malakka zwischen Telok Gong in der Nähe von Masjid Tanah, Malakka auf der Malaiischen Halbinsel (Malaysia) und der Insel Rupat sowie Dumai auf Sumatra (Indonesien).
Das Projekt wurde der Regierung zur Genehmigung vorgelegt und wird voraussichtlich zehn Jahre bis zum Abschluss dauern. Nach seiner Fertigstellung wird die 48 Kilometer lange Brücke die längste Meeresbrücke der Welt sein. Das Projekt besteht aus zwei Kabelbrücken und einer Hängebrücke, wobei die Hängebrücke und eine der Kabelbrücken beide die längsten der Welt sein würden.

## Zeitplan
Bei einem Besuch in Deutschland im März 2013 sagte der Präsident Indonesiens Susilo Bambang Yudhoyono, dass der Bau der geplanten Brücke über die Sundastraße Priorität hätte. Er sagte, dass er vier Jahre zuvor eine Bitte Malaysias zur Unterstützung des Baus der Brücke über die Straße von Malakka abwies, da der Bau einer solchen Brücke die Ausbeutung der Ressourcen in Sumatra durch Asien erleichtern würde.
Am 15. Oktober 2013 belebte die Regierung von Malakka das umstrittene 48 Kilometer lange Brückenprojekt über die Straße von Malakka nach Dumai, Indonesien, nach einer siebenjährigen Pause wieder. Die Exim Bank of China ist Berichten zufolge bereit, 85 % der Kosten des Projekts zu finanzieren (das auf rund 14 Milliarden US-Dollar geschätzt wird). Die restliche Finanzierung wird von den regionalen Staatsfonds und privaten Investoren zur Verfügung gestellt.